# Susan Atkins
Susan Denise Atkins, cunoscută și sub pseudonimele Sadie Mae Glutz și Sexy Sadie, (n. 7 mai 1948, San Gabriel⁠(d), California, SUA – d. 24 septembrie 2009, Chowchilla⁠(d), California, SUA) a fost o criminală americană, condamnată alături de ceilalți membri criminali ai „familiei Manson”, condusă de Charles Manson. 
Atkins a fost condamnată pentru participarea sa la opt crime, inclusiv la cea mai cunoscută dintre ele, crimele Tate din 1969. Ea a fost condamnată la moarte, care a fost ulterior comutată în închisoare pe viață atunci când Curtea Supremă din California a invalidat toate condamnările la moarte pronunțate înainte de 1972. Atkins a rămas încarcerată până la moartea sa, în 2009.

## Copilăria
Susan Atkins s-a născut pe 7 mai 1948 în San Gabriel, California și a crescut în nordul Californiei ca a doua dintre cei trei copii ai familiei Atkins. Ea avea origini engleze, irlandeze, scoțiene și germane. Potrivit mărturiilor sale, părinții ei, Jeanne (născută Jett) și Edward John Atkins, erau alcoolici. Mama ei a murit de cancer în 1964, ceea ce a dus la o perioadă dificilă pentru Susan și familia ei. În următorii trei ani, viața ei a fost perturbată de destrămarea treptată a familiei sale, de mutări frecvente și de plecarea ei de acasă pentru a trăi independent.
Până la vârsta de 13 ani, Atkins și familia ei au locuit într-o casă de clasă mijlocie în zona Cambrian Park din San Jose, California. Ea a fost descrisă de cei care au cunoscut-o ca o fată liniștită, conștientă de sine, care făcea parte din clubul de muzică ușoară al școlii sale și din corul bisericii locale. După moartea mamei sale, susan a fost nevoită să se descurce singură și să își ajute frații. Ea a fost ajutată de rude și prieteni ai familiei, care i-au oferit un acoperiș deasupra capului și sprijin emoțional în acea perioadă dificilă.
Edward Atkins s-a mutat în cele din urmă în Los Banos, California, împreună cu Susan și fratele ei, Steven. Când a găsit de lucru la proiectul de construcție a barajului San Luis, Edward i-a lăsat pe cei doi copii să se descurce singuri. Susan și-a luat un loc de muncă în timpul primului an de școală pentru a se întreține pe ea și pe Steven. Atkins a fost o elevă medie la Liceul Leigh din San Jose, dar notele ei s-au deteriorat când a intrat la Liceul Los Banos. În această perioadă, ea a locuit cu diverse rude.

## Familia Manson
În decembrie 1966, Atkins a rugat două colege de clasă să meargă cu ea la San Francisco în vacanța școlară de Crăciun. În 1967, Atkins l-a întâlnit pe Manson când acesta din urmă cânta la chitară în casa în care locuia împreună cu mai mulți prieteni. După câteva săptămâni, când casa a fost percheziționată de poliție, iar Atkins a rămas fără adăpost, Manson a invitat-o să se alăture grupului său, care pornea într-o excursie de vară cu un autobuz școlar transformat, vopsit complet negru. Ea a fost poreclită „Sadie Mae Glutz” de Manson și de un bărbat care i-a creat un act de identitate fals la acea vreme. Atkins a susținut mai târziu că a crezut că Manson era Iisus.
Grupul „Familia Manson” s-a stabilit la ferma Spahn Ranch din San Fernando Valley, în sudul Californiei, unde Atkins a născut un fiu cu Bruce White la 7 octombrie 1968. Copilul a fost numit de Manson Zezozose Zadfrack Glutz. Drepturile părintești ale lui Atkins au fost anulate odată ce a fost condamnată pentru crime, și nimeni din familia ei nu și-a asumat responsabilitatea pentru copil. Fiul ei a fost adoptat și redenumit din momentul în care ea a fost închisă în 1969 și ea nu a mai avut niciun contact cu el.

### Uciderea lui Gary Hinman
În vara anului 1969, Manson și comuna sa de la Spahn's Ranch au atras atenția poliției, care îi suspecta de furturi de mașini și avea suspiciuni cu privire la numărul mare de minori care fugiseră de acasă. În încercarea de a strânge bani pentru a se muta în deșert, Manson a încurajat traficul de droguri. Se presupune că o escrocherie cu droguri ratată de către Charles „Tex” Watson, membru al Familiei, l-a determinat pe Manson să se confrunte și să împuște un bărbat pe nume Bernard „Lotsapoppa” Crowe. Manson credea că el l-a ucis pe Crowe și, în plus, credea că Crowe era o Panteră Neagră. Niciuna dintre cele două variante nu era adevărată. Cu toate acestea, Manson s-a temut de represaliile Panterelor Negre și a făcut presiuni asupra adepților săi pentru a obține mai mulți bani. Între timp, cineva a sugerat că o cunoștință a familiei, Gary Hinman, tocmai moștenise o sumă mare de bani. Manson a sperat că Hinman ar putea fi convins să se alăture comunei și să contribuie cu presupusa sa nouă moștenire.
La 25 iulie 1969, Manson i-a trimis pe Susan Atkins, Bobby Beausoleil și Mary Brunner la casa lui Gary Hinman. Când Hinman a spus că nu a moștenit nicio sumă de bani, Beausoleil l-a bătut crunt. Hinman a continuat să nege că ar avea vreo moștenire, așa că Manson s-a dus personal la casa lui și l-a lovit pe Hinman în cap cu o sabie, tăindu-i fața și urechea în mod grav. Manson le-a ordonat apoi lui Atkins și Brunner să rămână la fața locului și să îngrijească rănile lui Hinman. Două zile mai târziu, Beausoleil l-a înjunghiat mortal pe Hinman de două ori, după ce acesta din urmă a fost pus să predea înregistrările mașinilor sale. Beausoleil a lăsat o amprentă însângerată a mâinii pe perete, împreună cu cuvintele "Political Piggy", aparent plasate acolo în speranța implicării Panterelor Negre.
Bobby Beausoleil a fost arestat pe 7 august 1969, când a fost găsit dormind într-unul dintre vehiculele lui Hinman. El purta încă hainele pătate de sânge pe care le purta în timpul crimei, iar arma folosită în crimă a fost găsită în portbagajul mașinii. Beausoleil a fost condamnat la moarte pentru uciderea lui Hinman, dar sentința i-a fost comutată în închisoare pe viață după abolirea pedepsei cu moartea în statul California.

### Sharon Tate și crimele LaBianca
În seara zilei de 8 august 1969, Manson a adunat pe Susan Atkins, Linda Kasabian și Patricia Krenwinkel în fața fermei Spahn Ranch și le-a spus să meargă cu Charles „Tex” Watson și să facă ceea ce li se spune. În mărturia ei în fața marelui juriu, Atkins a declarat că, în timp ce se afla în mașină, Watson le-a spus grupului că vor merge la o casă pentru a lua bani de la oamenii care locuiau acolo și pentru a-i ucide. Atkins a scris „PIG” pe ușa de la intrare cu sângele lui Sharon Tate.

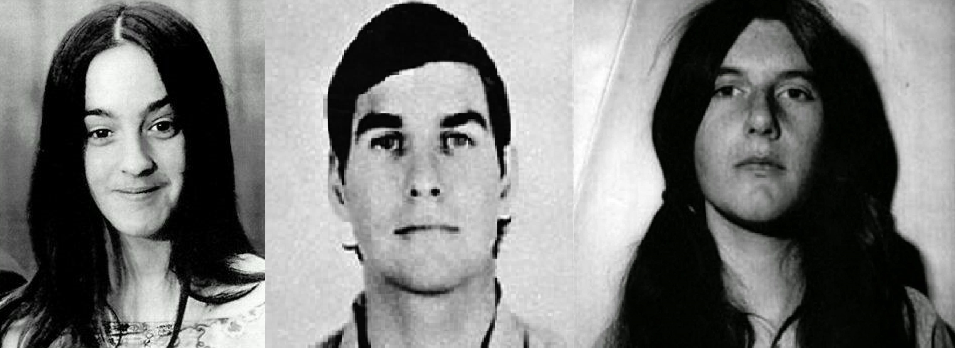
Susan Atkins, Charles Watson și Patricia Krenwinkel în 1971

În noaptea de 10 august 1969, Manson, Atkins, Krenwinkel, Watson, Linda Kasabian, Leslie Van Houten și Steve „Clem” Grogan au mers la casa lui Leno și Rosemary LaBianca. Manson și Watson au intrat în casă și i-au legat pe cei doi cu sfoară. Apoi s-au întors la mașină și i-au trimis pe Krenwinkel și Van Houten înăuntru pentru a face ceea ce le-a spus Watson. Cele două femei i-au înjunghiat pe LaBianca în timp ce Manson stătea în mașină și aștepta. Ulterior, Manson a intrat în casă și a înjunghiat și el victimele. După ce au terminat, grupul a curățat arma crimei și a abandonat-o într-un loc de gunoi. Atkins și Krenwinkel au lăsat un mesaj cu sânge pe frigider, care spunea „Rise” și „Death to Pigs”.

## Motivația crimelor
În anii următori, procurorul Vincent Bugliosi a declarat că el credea că crimele au numeroase motive diverse, care, în opinia sa, au servit în beneficiul lui Manson.

## Arestarea și mărturia din închisoare
La 16 august 1969, poliția a făcut un raid la Spahn's Ranch în legătură cu furturi de mașini. Acuzațiile au fost ulterior retrase și toată lumea a fost eliberată. La scurt timp după ce au fost eliberați, Manson și adepții săi au părăsit Spahn Ranch pentru Barker Ranch, o altă locație izolată. Cu toate acestea, autoritățile erau în continuare suspicioase cu privire la grup, au făcut un raid în noua locație în octombrie 1969 și au arestat din nou grupul sub acuzația de furt de mașini. Va fi ultima dată când mulți dintre ei vor fi liberi. Imediat după aceste arestări, un alt membru al grupului a implicat-o pe Atkins în uciderea lui Hinman.
În timpul detenției sale, Susan Atkins a făcut cunoștință cu două infractoare cu experiență, Virginia Graham și Veronica „Ronnie” Howard. Aceasta le-a mărturisit că a fost implicată în asasinarea lui Sharon Tate și a altor persoane din reședința lor din Los Angeles, precum și în uciderea LaBianca, într-un alt incident. Atkins a dezvăluit că a înjunghiat personal pe Tate și a gustat sângele acesteia, în fața celor două femei. Graham și Howard au decis să raporteze declarațiile lui Atkins autorităților. Aceste informații, combinate cu alte surse, au dus la arestarea ei și a altor patru persoane implicate în crimele Tate/LaBianca, Susan Van Houten, Patricia Krenwinkel, Linda Kasabian și Charles „Tex” Watson.

## Declarațiile în fața Marelui Juriu
Susan Atkins a acceptat să depună mărturie împotriva celorlalți acuzați în schimbul imunității în ceea ce privește pedeapsa cu moartea. Aceasta a fost audiată în fața unui mare juriu și a oferit o mărturie detaliată cu privire la evenimentele petrecute în nopțile de 8 și 9 august 1969. Când a fost întrebată dacă este dispusă să depună mărturie, știind că nu i se acordă imunitate și că s-ar putea autoincrimina în mărturia de la proces, ea a răspuns: „Înțeleg acest lucru, însă viața mea nu înseamnă atât de mult pentru mine. Vreau doar să văd cum se rezolvă”.
Mărturia lui Atkins în fața marelui juriu a fost extrem de zguduitoare și a oferit detalii incredibile cu privire la crimele comise împotriva lui Tate. Ea a declarat că a înjunghiat personal pe Frykowski în picioare și că a ținut-o pe Tate la pământ în timp ce Watson o înjunghia. Atkins a dezvăluit și faptul că Tate implora pentru viața ei și a copilului nenăscut, moment în care ea a răspuns cu cruzime: „Nu am milă pentru tine”. Atkins a susținut că aceste cuvinte nu erau adresate direct lui Tate, ci erau menite să o liniștească pe ea însăși. Ea a negat și declarația anterioară făcută către Howard și Graham referitoare la gustarea sângelui lui Tate.
Înainte de proces, Atkins și-a retras mărturia dată în fața marelui juriu prin intermediul unei declarații scrise depuse la tribunal și a refuzat să mai coopereze cu acuzarea. Prin urmare, statul California a cerut pedeapsa cu moartea în cazul ei.
Cu toate acestea, începând cu anii 1970, Atkins a informat comisiile de eliberare condiționată că mărturia sa inițială în fața marelui juriu a fost veridică și exactă în ceea ce privește ceea ce s-a petrecut în casa Tate, cu toate că nu corespundea în totalitate cu rapoartele medico-legale și de autopsie. Este posibil ca Atkins să fi făcut acest lucru pentru a obține favoruri din partea comisiilor de eliberare condiționată.
Atkins a susținut că motivul pentru care și-a retras mărturia a fost că „Manson și-a trimis adepții să sugereze că ar fi mai bine pentru mine și pentru fiul meu dacă aș decide să nu depun mărturie împotriva lui”.

## Procesul Tate-LaBianca
Manson, Krenwinkel, Van Houten și Atkins au fost judecați la 15 iunie 1970. Watson a fost judecat ulterior separat, deoarece se afla în acel moment în Texas, luptând împotriva extrădării. Lui Kasabian, care nu a avut nicio implicare directă în crime, i s-a oferit, și a acceptat, imunitate juridică.
Atkins a declarat că a înjunghiat-o pe Tate pentru că „se săturase să o asculte, implorând și implorând, implorând și implorând”. Mărturiei lui Atkins i s-a acordat puțină credibilitate în general, deoarece aceasta contrazicea frecvent faptele cunoscute. Ea a afirmat că „(Manson) ne-a spus că va trebui să ne ridicăm la bară și să susținem că am comis noi înșine toate crimele în mod deliberat și fără remușcări, fără nicio indicație din partea lui”.
Pe tot parcursul procesului, Atkins și ceilalți inculpați au încercat să perturbe procedurile și s-au remarcat prin lipsa de remușcări față de victimele lor și prin lipsa de preocupare pentru propria lor soartă. Ei au cântat cântece compuse de Manson în timp ce erau escortați în sala de judecată. La 29 martie 1971, toți cei patru inculpați au fost condamnați la moarte. Atkins a fost transferată în secția de condamnați la moarte pentru femei din California în aprilie 1971.

## Procesul Hinman
După procesul Tate/LaBianca, Atkins a fost condamnată pentru uciderea lui Hinman. Ea s-a declarat vinovată de acuzațiile care i se aduceau. Ea a declarat că nu a știut că Hinman urma să fie jefuit sau ucis, deși Atkins s-a contrazis ulterior cu privire la acest aspect în autobiografia sa din 1977.

## Închisoarea
Atkins a ajuns în secția de condamnați la moarte din California la 23 aprilie 1971, dar sentința ei la moarte a fost automat comutată în închisoare pe viață în anul următor, în urma deciziei Curții Supreme din California, People v. Anderson, care a invalidat toate sentințele la moarte impuse în California înainte de 1972. În 1977, Atkins și-a publicat autobiografia, Child of Satan, Child of God, în care a povestit timpul petrecut cu Manson și familia, convertirea ei religioasă și experiențele sale din închisoare.
Începând cu 1974, Atkins a declarat că a devenit „creștină renăscută” după ce a avut o viziune cu Iisus Hristos în celula sa. Ea a devenit activă în cadrul programelor din închisoare, predând cursuri și a primit două recomandări pentru că a asistat la intervenții de urgență în domeniul sănătății cu alți deținuți, dintre care una a fost o tentativă de sinucidere.

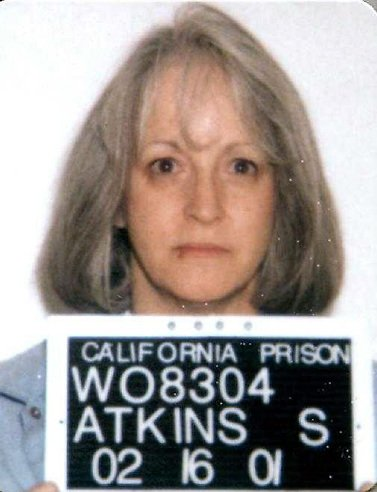
Poza de identificare a lui Susan Atkins, făcută la 16 februarie 2001

Atkins s-a căsătorit de două ori în timp ce se afla în închisoare. Prima căsătorie a fost cu Donald Lee Laisure, la 2 septembrie 1981. Atkins a devenit a 35-a soție a lui Laisure, dar cei doi au divorțat după ce acesta a căutat să se căsătorească din nou.
S-a căsătorit a doua oară, în 1987, cu James W. Whitehouse, un absolvent al Facultății de Drept de la Harvard, cu 15 ani mai tânăr decât ea, care a reprezentat-o pe Atkins la audierile pentru eliberarea condiționată din 2000 și 2005. El a întreținut un site web dedicat reprezentării ei legale.
În timpul audierii pentru eliberarea condiționată a lui Atkins din 2000, sora lui Sharon Tate, Debra, a citit o declarație scrisă de tatăl lor, Paul, care spunea în parte: „Acum 31 de ani am stat într-o sală de judecată cu un juriu și am privit alături de alții. Am văzut o femeie tânără care chicotea, chicotea și striga insulte; chiar și în timp ce depunea mărturie despre ultima suflare a fiicei mele, ea râdea. Familia mea a fost distrusă. Dacă Susan Atkins va fi eliberată pentru a se reîntâlni cu familia ei, unde este justiția?”.
În aprilie 2002, Atkins a povestit unui reporter de la Los Angeles Times despre munca ei de descurajare a adolescenților de a-l idolatriza pe Manson și despre speranța ei de a părăsi într-o zi închisoarea pentru a trăi în Laguna Beach, California.
În 2003, Atkins a intentat un proces la o instanță federală, susținând că este o „deținută politică” din cauza refuzurilor repetate ale cererilor sale de eliberare condiționată, indiferent de atitudinile sale.
La 1 iunie 2005, Atkins a avut cea de-a 17-a audiere pentru eliberarea condiționată, dar aceasta s-a soldat cu un refuz de trei ani. La acea vreme, i s-a dat mai puțin de șase luni de trăit și a cerut ulterior o „eliberare din milă” din închisoare. În iunie, avocatul lui Atkins, Eric P. Lampel, a declarat că starea ei se deteriorase până la punctul în care era paralizată pe o parte, nu putea vorbi decât "puțin" și nu putea sta în pat fără ajutor.
La audiere au participat diverși membri ai familiilor victimelor, inclusiv Debra Tate și membri ai familiei Sebring, care au cerut ca eliberarea sa condiționată să fie refuzată. Atkins a primit un refuz de patru ani.
În aprilie 2008 s-a aflat că Atkins a fost internată timp de mai bine de o lună din cauza unei boli nedeclarate, despre care s-a raportat ulterior că ar fi vorba de un cancer cerebral în fază terminală. Piciorul ei stâng fusese amputat.

## Moartea
Susan Atkins a murit la 24 septembrie 2009, în închisoarea pentru femei din California Centrală din Chowchilla. Un purtător de cuvânt al închisorii a anunțat reporterilor că moartea ei a fost catalogată ca fiind naturală. Soțul ei, James Whitehouse, a publicat ulterior o declarație în care a spus că „Ultimul ei cuvânt șoptit a fost 'Amin'.”